# Cryptophagus oromii
Cryptophagus oromii is een keversoort uit de familie harige schimmelkevers (Cryptophagidae). De wetenschappelijke naam van de soort werd in 1989 gepubliceerd door Otero.